# Equipe zambiana na Copa Davis
A equipe zambiana na Copa Davis representou a Zâmbia na Copa Davis, principal competição de tênis masculina por equipes do mundo. Foi administrada pela Zambia Lawn Tennis Association. Não compete desde 2013.